# Cotana meeki
Cotana meeki är en fjärilsart som beskrevs av Rothschild 1917. Cotana meeki ingår i släktet Cotana och familjen Eupterotidae. Inga underarter finns listade i Catalogue of Life.